# 忠鉢繁
忠鉢 繁（ちゅうばち しげる、1948年7月9日 - ）は、日本の気象学者。千葉科学大学教授。気象庁気象研究所在籍時に、南極上空のオゾンホールを世界で初めて発見、報告した人物として知られる。

## 来歴・人物
北海道大学大学院修士課程修了後、気象庁に入庁。札幌管区気象台、高層気象台を経た後に気象研究所に在籍。
在籍中の1981年〜1983年、第23次南極観測隊に越冬隊員として参加。
1994年に、"Analytical studies on the variation of the ozone layer over Antarctica"により博士号を取得した。
2009年4月より千葉科学大学危機管理学部動物・環境システム学科教授に就任。
趣味はハーモニカ演奏。

## 業績
昭和基地でオゾン層の観測を行っていた際に、南極上空にオゾン量の少ない部分があることを発見。このときの観測結果をまとめた翌1984年にギリシャで開催されたオゾンシンポジウムでの発表は、南極オゾンホールの世界最初の国際的な報告となった。

## 賞歴
- 1993年 - 吉川英治文化賞

## 著作物
主なもの

### 発表要旨
- Chubachi, S. (1984), “A special Ozone Observation at Syowa Station，Antarctica from February 1982 to January 1983” (英語), Proceedings of the Quadrennial Ozone Symposium held in Halkidiki，Greece (Dordrecht: D. Reidel Publishing Company):  pp. 285-289

### 論文
- Chubachi, Shigeru (1984), “Preliminary result of ozone observations at Syowa Station from February 1982 to January 1983” (英語), Memoirs of National Institute of Polar Research. Special issue (National Institute of Polar Research):  pp. 13-19, ISSN 0386-0744, CRID 1581135651795233792
- Chubachi, Shigeru (1994) (英語), Analytical studies on the variation of the ozone layer over Antarctica, Hokkaido University, doi:10.11501/3076776, CRID 1110564260130694784, NAID 500000108540
  - 学位論文内容の要旨/学位論文審査の要旨 4456_chubachi.pdf
- Chubachi, Shigeru (1997). “Annual variation of total ozone at Syowa Station, Antarctica” (英語). Journal of Geophysical Research: Atmospheres (Wiley Online Library). doi:10.1029/96JD02366. ISSN 2169-8996.